# SKDA-Meisterschaften im Radsport
Die SKDA-Meisterschaften im Radsport waren internationale Meisterschaften in verschiedenen Disziplinen des Radsports, an denen Radrennfahrer der Armeesportverbände der Staaten des Warschauer Paktes teilnahmen. Sie fanden von 1961 bis 1989 statt. Die Abkürzung SKDA stand für das 1958 in Moskau gegründete „Sportkomitee der befreundeten Armeen“.

## Geschichte
Die SKDA-Meisterschaften im Radsport wurden seit 1961 veranstaltet. An den Rennen nahmen Fahrer aus Bulgarien, der DDR, Polen, Rumänien, der Sowjetunion, der Tschechoslowakei und Ungarn im Rahmen von Auswahlmannschaften teil. Die Radsportwettbewerbe fanden zum Teil als Bestandteil der Multisportveranstaltung SKDA-Meisterschaften gemeinsam mit anderen Sportdisziplinen als auch als gesonderte Sportveranstaltung (ausgerichtet von den nationalen Radsportverbänden) statt. 1961  und 1963 wurde lediglich die Meister im Querfeldeinrennen (heutige Bezeichnung Cyclocross) ermittelt. 1966 kamen Wettbewerbe im Bahnradsport und 1987 im Straßenradsport dazu.

## Austragungen
| Jahr | Gastgeberstaat   | Veranstaltungsorte |
| ---- | ---------------- | ------------------ |
| 1961 | DDR              | Erfurt             |
| 1963 | Tschechoslowakei | Mladá Boleslav     |
| 1966 | Bulgarien        | Kasanlak           |
| 1971 | Sowjetunion      | Tula               |
| 1973 | Tschechoslowakei | Brno               |
| 1979 | Sowjetunion      | Tbilissi           |
| 1983 | Bulgarien        | Sofia              |
| 1986 | Polen            | Warschau           |
| 1987 | Sowjetunion      | Moskau             |
| 1989 | Polen            | Warschau           |

## Sieger der Meisterschaften
| Jahr | Disziplin             | Sieger                                                  |
| ---- | --------------------- | ------------------------------------------------------- |
| 1961 | Querfeldeinrennen     | Günter Hoffmann                                         |
| 1963 | Querfeldeinrennen     | Wolfgang Stamm                                          |
| 1966 | Sprint                | Ivan Kučírek                                            |
| 1966 | 1000-Meter-Zeitfahren | Wiktor Agapow                                           |
| 1966 | Einerverfolgung       | Rajmund Zieliński                                       |
| 1966 | Mannschaftsverfolgung | Tschechoslowakei                                        |
| 1966 | Punktefahren          | Marian Kegel                                            |
| 1967 | Sprint                | Miloš Jelínek                                           |
| 1967 | 1000-Meter-Zeitfahren | Jiří Pecka                                              |
| 1967 | Einerverfolgung       | Jiří Daler                                              |
| 1967 | Mannschaftsverfolgung | Tschechoslowakei                                        |
| 1967 | Punktefahren          | Jiří Daler                                              |
| 1967 | Tandemrennen          | Ivan Kučírek - Miloš Jelínek                            |
| 1971 | Sprint                | Boris Petrow                                            |
| 1971 | 1000-Meter-Zeitfahren | Wiktor Agapow                                           |
| 1971 | Einerverfolgung       | Sergei Christenok                                       |
| 1971 | Mannschaftsverfolgung | Sowjetunion                                             |
| 1971 | Punktefahren          | Sergei Christenok                                       |
| 1971 | Tandemrennen          | Wiktor Agapow – Gennadi Petrow                          |
| 1971 | Steherrennen          | Hans-Joachim Haustein hinter Schrittmacher Horst Aurich |
| 1973 | Sprint                | Vladimír Vačkář                                         |
| 1973 | 1000-Meter-Zeitfahren | Anatolij Jablunowskyj                                   |
| 1973 | Einerverfolgung       | Milan Puzrla                                            |
| 1973 | Mannschaftsverfolgung | Tschechoslowakei                                        |
| 1973 | Punktefahren          | Milan Puzrla                                            |
| 1973 | Tandemrennen          | Anatolij Jablunowskyj – Igor Zelowalnikow               |
| 1973 | Steherrennen          | Hans-Joachim Haustein hinter Horst Aurich               |
| 1979 | Sprint                | Anton Tkáč                                              |
| 1979 | 1000-Meter-Zeitfahren | Eduard Rapp                                             |
| 1979 | Einerverfolgung       | Oleg Ljadov                                             |
| 1979 | Mannschaftsverfolgung | Tschechoslowakei                                        |
| 1979 | Punktefahren          | Martin Penc                                             |
| 1983 | Sprint                | Sergei Kopylow                                          |
| 1983 | 1000-Meter-Zeitfahren | Seitsch-Lotschmelis                                     |
| 1983 | Einerverfolgung       | Dainis Liepiņš                                          |
| 1983 | Mannschaftsverfolgung | Sowjetunion                                             |
| 1983 | Punktefahren          | Martin Penc                                             |
| 1986 | Kriterium             | Uldis Ansons                                            |
| 1987 | Mannschaftszeitfahren | Sowjetunion                                             |
| 1987 | Kriterium             | Uldis Ansons                                            |
| 1987 | Straßenrennen         | Sergei Uslamin                                          |
| 1989 | Straßenrennen         | Jarosław Chojnacki                                      |